# Kati Wolf
Katalin ”Kati” Wolf, född 24 september 1974 i Szentendre i Ungern, är en ungersk sångerska. Hon representerade Ungern vid Eurovision Song Contest 2011 med låten ”What About My Dreams?”.
Wolf tillbringade sin barndom i Szentendre. Hon blev känd 1981 när hon sjöng signaturmelodin till den ungerska tecknade serien Vuk. Efter att ha utbildat sig till musiklärare sjöng hon i flera musikgrupper, bland andra Stúdió Dél, Sunny Dance Band, New Chocolate, Avocaldo och Enjoy. Sedan 2001 har hon såväl varit medlem i ett Queentributband, i jazzband som samarbetat med den ungerske jazzpianisten János Nagy. Under 2009 gav hon ut sitt första album, Wolf-áramlat, med låtar av sin far Péter Wolf. Året därpå deltog hon i den ungerska talangtävlingen X-Factor, där hon kom på en sjätte plats i finalen.
Hennes mest framgångsrika låt i hemlandet har hittills varit ”Szerelem, miért múlsz?” med text av Geszti Péter och musik av Viktor Rakonczai och Gergő Rácz. Med den representerade hon Ungern vid Eurovision Song Contest 2011, då med titeln ”What About My Dreams?”. Den har även varit populär i Sverige.

## Diskografi

### Album
- Wolf-áramlat (2009)
- Az első X — 10 dal az élő showból (2011)

### Singlar
- Vuk dala (1981)
- Szerelem, miért múlsz?/What About My Dreams? (2011)
- Vár A Holnap (2011)